# Gargaon
Gargaon (o Garhgaon) són unes ruïnes d'Assam al districte de Sibsagar. Són les restes de la primera capital dels reis ahom d'Assam, fins que fou traslladada a Rangpur el 1698. La fortalesa i palau estan situats a la riba del riu Dikhu a uns 13 km al sud-est de la ciutat de Sibsagar.
Gargaon fou construïda perl rei Suklenmung (Gargoyaan Rojaa) el 1540. El palau era de fusta i pedres. El 1747 Pramatta Singha, fill de Rudra Singha, va construir una muralla de rajola de 5 km rodejant el palau i els edificis de la rodalia. Destruït el palau fou reconstruït el 1752 per Rajeswar Singha (Suramphaa, 1751-1769).